# Pete Tancred
Pete Tancred (eigentlich Peter Arthur Tancred; * 20. Oktober 1949 in Quetta, Pakistan) ist ein ehemaliger britischer Diskuswerfer.
Bei den Leichtathletik-Europameisterschaften 1969 in Athen und bei den Olympischen Spielen 1976 in Montreal schied er in der Qualifikation aus.
Bei den Commonwealth Games wurde er für England startend 1978 in Edmonton und 1982 in Brisbane jeweils Sechster.
1977 und 1978 wurde er Englischer Meister, 1977, 1980 und 1983 Britischer Meister.

## Persönliche Bestleistungen
- Kugelstoßen: 18,35 m, 9. Juli 1974, Nottingham
  - Halle: 17,73 m, 15. März 1980, Portland
- Diskuswurf: 62,36 m, 8. Mai 1980, Spokane